# Ignaz Speckle

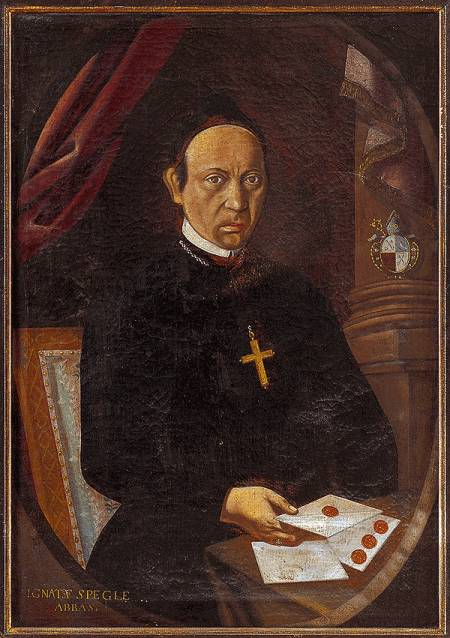
Ignaz Speckle

Ignaz Speckle OSB (* 3. Mai 1754 in Hausach; † 15. April 1824 in Freiburg im Breisgau) war der letzte Abt der Benediktiner Reichsabtei St. Peter auf dem Schwarzwald in St. Peter im heutigen Landkreis Breisgau-Hochschwarzwald in Baden-Württemberg.

## Leben
Ignaz Speckle wurde als ältester Sohn einer aus Wangen im Allgäu nach Hausach im Schwarzwald zugewanderten Familie geboren; sein Vater war dort als Pfannenschmied im Hüttenwerk tätig. Ignaz besuchte die Lateinschule in Freiburg und trat 1773 als Novize in das Stift St. Peter ein. Dort legte er am 8. Mai 1775 die ewigen Ordensgelübde ab, wobei er seinen Taufnamen Joseph Anton gegen den Ordensnamen Ignaz eintauschte. 1777 wurde er zum Priester geweiht und wirkte von 1778 bis 1783 als Professor für Theologie im Stift. In den folgenden Jahren bis 1789 wurde er als Seelsorger an mehreren zum Kloster gehörenden Orten eingesetzt und von 1789 bis 1795 mit der Verwaltung der zum Stift gehörenden Pflege Bissingen an der Teck in Württemberg betraut. Am 23. November 1795 schließlich wählte ihn die Mönchsgemeinschaft zum Abt. Als solcher war er auch breisgauischer Landstand und wurde für die Tätigkeit, die er in dieser Funktion während der französischen Besatzung des Breisgaus entfaltete, durch ein kaiserliches Schreiben vom 18. Januar 1797 ausdrücklich gelobt. Vom 2. November bis 23. Dezember 1800 saß er mit mehreren anderen Prälaten und Rittern in Festungshaft in Straßburg. Nachdem der vorderösterreichische Breisgau 1806 dem Großherzogtum Baden zufiel, wurde im Zuge der Säkularisationswelle noch im November des gleichen Jahres das Stift St. Peter aufgehoben und zum Aussterbekloster erklärt. Speckle blieb daher mit einigen Patres zunächst dort wohnen, bis 1813 das Klostergebäude zu einem Militärspital umgebaut wurde. Daraufhin zog er nach Freiburg, wo er 1824 verstarb.
Speckle beteiligte sich aktiv an den Auseinandersetzungen um die Säkularisation seines und anderer Klöster; dabei sah er einen seiner Hauptgegenspieler im aufgeklärten römisch-katholischen Theologen aus schwäbischem Adel Ignaz Heinrich von Wessenberg, einem Bruder des österreichischen Ministers Johann von Wessenberg. Das Verhältnis der beiden war spannungsreich, vielleicht nicht zuletzt aufgrund ihrer sehr unterschiedlichen Herkunft. Dies spiegelt sich auch in einer Schrift Speckles mit dem Titel Wessenbergs Aufenthalt im Breisgau, die er 1818 als Anonymus veröffentlichte.

## Schriften
- Das Tagebuch von Ignaz Speckle, Abt von St. Peter im Schwarzwald, bearb. von Ursmar Engelmann, Veröffentlichungen der Kommission für geschichtliche Landeskunde in Baden-Württemberg, Reihe A, Band 12–14, Stuttgart 1965–1968
- Wessenbergs Aufenthalt im Breisgau. 3. Auflage, Bamberg 1818 (Veröffentlicht als Anonymus).
- Ignaz von Wessenberg im Urteil von Abt Ignaz Speckle. In: Oberrhein. Pastoralblatt 61, 1960, S. 252–257
- Stephan Braun (Herausgeber): Memoiren des letzten Abtes von St. Peter: ein Beitrag zur vaterländischen Geschichte, Freiburg 1870, S. 187–193 bei der UB Freiburg